# 亞歷山德拉·烏澤拉奇
亞歷山德拉·烏澤拉奇（羅馬化：Aleksandra Uzelac，2004年7月27日—），塞爾維亞女子排球運動員，司職主攻手。現時效力於巴超富明尼斯女排俱樂部。